# Pfarrkirche Radstadt

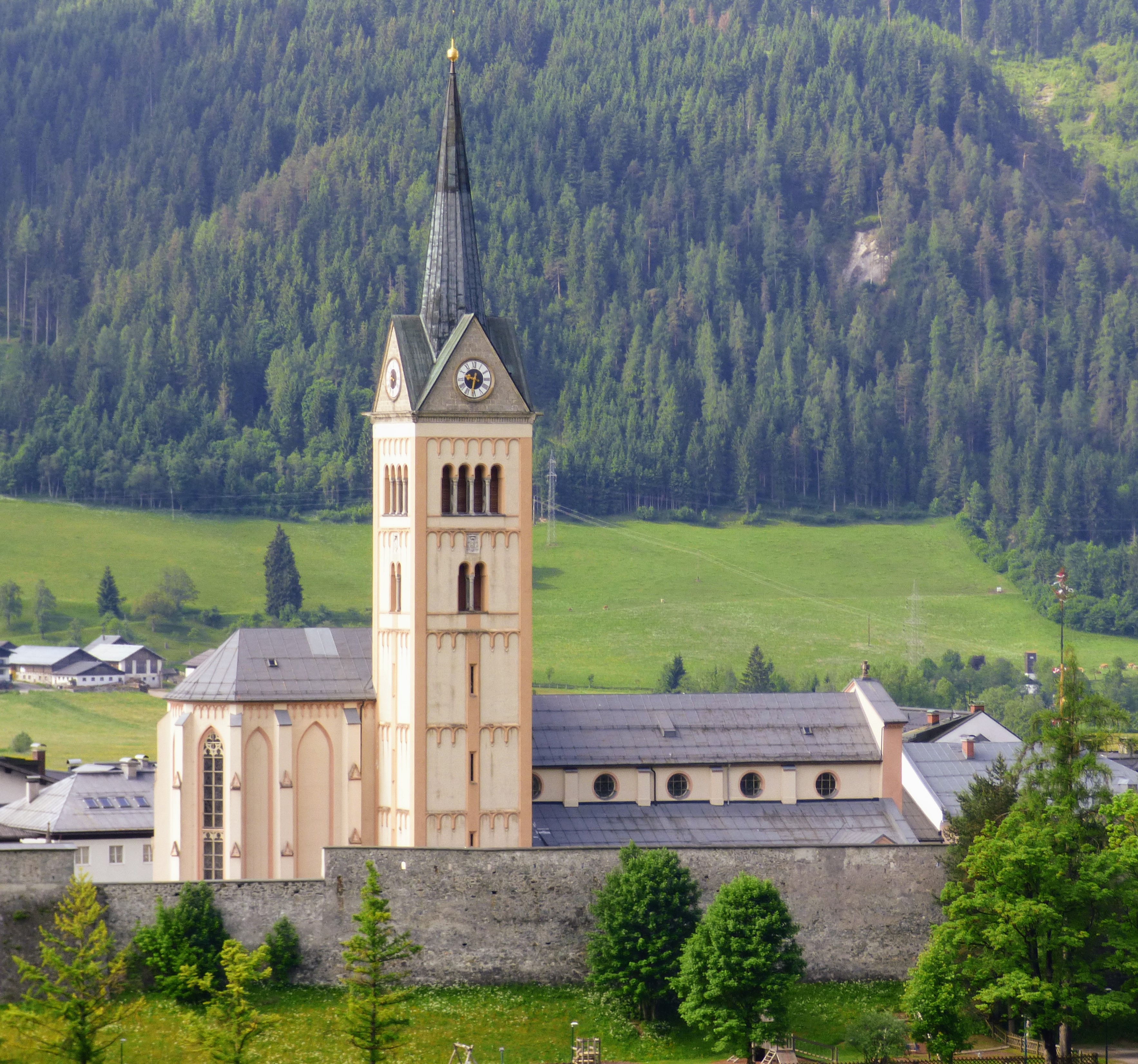
Katholische Pfarrkirche Mariä Himmelfahrt in Radstadt

Die Pfarrkirche Radstadt steht längs hinter der nördlichen Stadtmauer in der Stadtgemeinde Radstadt im Bezirk St. Johann im Pongau im Land Salzburg. Die auf das Fest Mariä Himmelfahrt geweihte römisch-katholische Pfarrkirche gehört zum Dekanat Altenmarkt in der Erzdiözese Salzburg. Die Kirche steht unter Denkmalschutz (Listeneintrag).

## Geschichte
1354 bestand eine eigene Kaplanstiftung, welche 1395 erneuert wurde. Das anfängliche Patrozinium war Virgil von Salzburg und wurde 1618 auf Mariä Himmelfahrt geändert.
Das Langhaus war 1314 noch im Bau. Der Chor entstand um 1417. Die Kirche erlitt 1417, 1616, 1781 und 1865 Brände mit diversen Veränderungen und Umbauten. 1616 lag die Bauleitung beim Dombaumeister Santino Solari. Nach dem Brand 1865 erfolgte eine Reromanisierung mit einer Neuweihe 1872. Im dritten Viertel des 19. Jahrhunderts wurde der Turm in den obersten Geschoßen nach den Plänen des Architekten Josef Weßicken erneuert und 1879 vollendet.

## Architektur

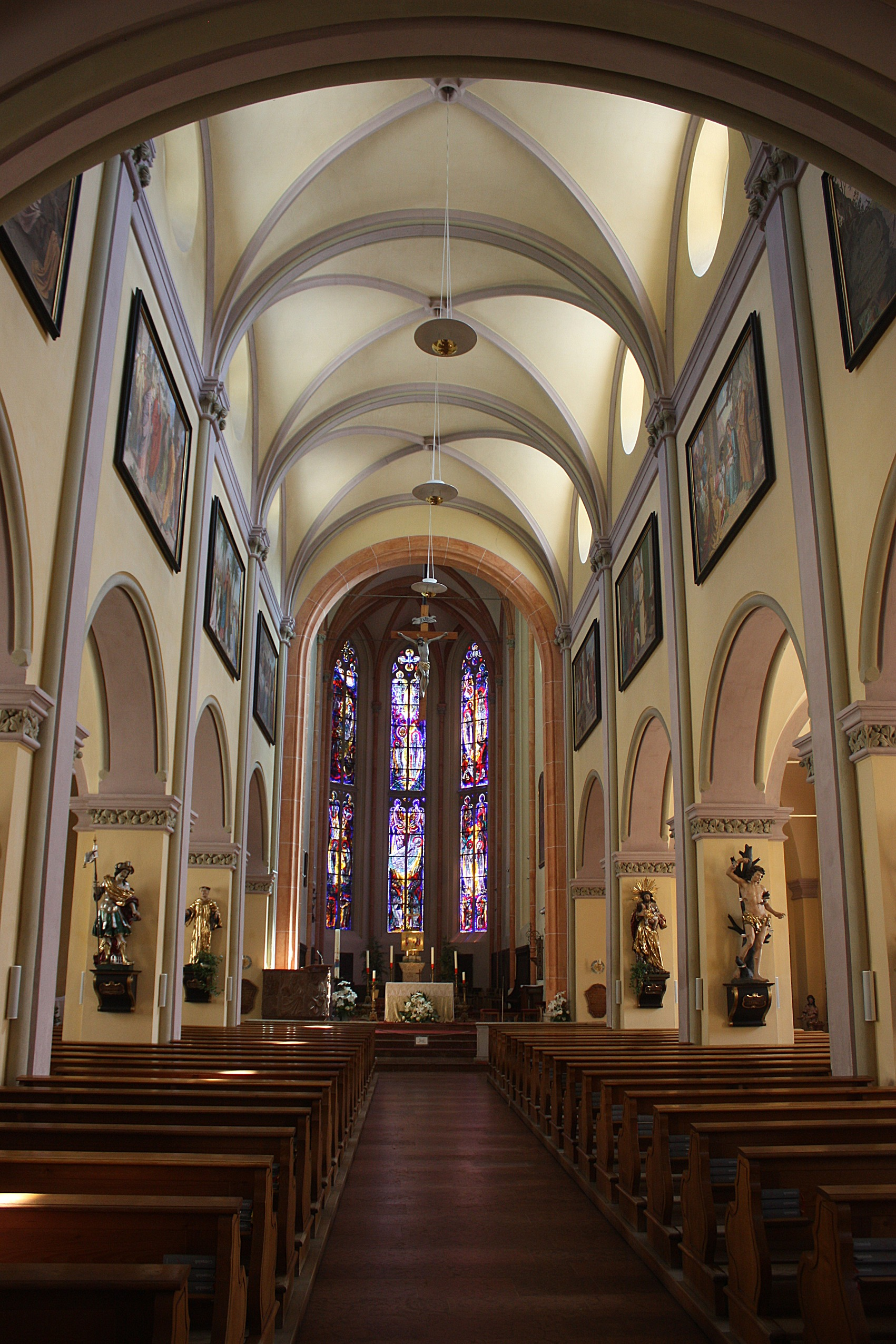
Im Langhaus zum Chor

Der dominierende im Kern spätromanische Kirchenbau mit einem gotischen Chor und Nordturm steht längs hinter der nördlichen Stadtmauer und ist von einem Friedhof umgeben.
Kirchenäußeres
Das basilikale dreischiffige rechteckige Langhaus zeigt in den Obergaden Kreisfenster zwischen gering vortretenden Strebepfeilern, die niedrigeren Seitenschiffe haben Rundbogenfenster. Die Westfront hat einen vorspringenden Mittelrisalit mit einem neuromanischen Dreieckgiebel. Das abgefaste rundbogige Westportal hat einen reliefierten Tympanon, darüber eine Rundbogennische mit einem Kreisfenster und darüber Drillingsfenster und in den Seitenschiffbereichen je ein Rundbogenfenster. Die Westfront zeigt als Schmuck Rundbogenfriese mit Zahnschnitt.
Der höhere gotische Chor um 1417 mit einem polygonalen Schluss zeigt vierfach gestufte Strebepfeiler mit kleinen Giebeln und Dreipassmaßwerk. Die hohen Spitzbogenfenster haben ein Maßwerk aus dem dritten Viertel des 19. Jahrhunderts. Die eingeschoßige Sakristei im südlichen Chorwinkel erscheint als Verlängerung des Seitenschiffes.
Der Turm im nördlichenChorwinkel hat sechs durch Friese und Eckfasen gegliederte Geschoße, im fünften Geschoß Biforenfenster, im sechsten Geschoß gekoppelte Fenster mit drei Säulen um 1887, der Turm schließt mit Dreiecksgiebeln und einem Pyramidenspitz. Die östliche und westliche Seite des Turmes zeigt Wappenstein des Salzburger Erzbischofs Markus Sittikus von Hohenems. Östlich im zweiten Geschoß ist ein gemeiselter Kopf eingemauert.
Kircheninneres
Das dreischiffige fünfjochige Langhaus hat im Mittelschiff Kreuzrippengewölbe mit Gurtbögen auf Wandvorlagen auf niedrigen Pfeilern mit Kapitellen und Rundbögen zu den Seitenschiffen. Die Seitenschiffe haben Kreuzgratgewölbe und Gurtbögen. Die Empore auf Rundbögen zeigt eine Brüstung mit Vierpassmaßwerk. Der Triumphbogen ist rundbogig. Der dreijochige gotische Chor mit einem Fünfachtelschluss ist höher als das Langhaus. Der Chor hat ein gotisches Kreuzrippengewölbe auf Diensten, Gurtrippen und runde Schlusssteine.
An den Hochwänden des Mittelschiffes sind acht Bilder, ein Bild nennt Josef Gold (1911–1912). Die spitzbogigen Maßwerkfenster im Chor zeigen Glasgemälde von Josef Widmoser (1959).

## Ausstattung
Hinter dem schlichten Hochaltar steht ein Tabernakel mit Kruzifix geschaffen vom Bildhauer Herbert J. Schneider (1961).
Der nördliche Seitenaltar zeigt das Bild Herz-Jesu in einer barocken Rahmung als Kopie nach einem Original in St. Stephan zu Wien. Das Schnitzwerk Mariä Himmelfahrt mit einem Strahlenkranz schuf Johann Piger um 1885 (vom ehemaligen historistischen Hochaltar). Die Orgel aus 2005 mit 2 Manualen und 29 Registern stammt von Westenfelder Orgelbau.